# Carl Billsten den äldre
Carl Billsten (även Bilsten eller Billensten), född 4 december 1605 i Stockholm, död 23 februari 1673 i Ingå, var en svensk-finländsk bruksidkare, bergmästare och tullnär.
Billsten var son till Karl IX:s vinskänk Konrad Bildstein. Han omtalas första gången i Åbos stads domböcker under 1631, då han erhållit fulmakt som tullnär för tyska tullen. Senare erhöll han fullmakt för stora tullen, salttull och spannmålstullen. 1638 omtalas han som före detta tullnär, då Billsten vid den tiden börjat intressera sig för bruksnäringen i stället. Efter avtal med Henrik Teet och Per Brahe den yngre erhöll han rättigheterna till gruvbrytning i Ojamo järngruva och började samtidigt uppföra en masugn och två smideshammare vid Karisån i Pojo socken, anläggningen kom efter grundaren att kallas Billnäs bruk. Han råkade dock i konflikt med den förre innehavaren av järngruvan Jakob Wolle, som försökte lägga hinder i vägen för hans verksamhet. Gruvbrytningen var inte heller så lönsam som kronan genom att försöka stimulera brytningen här försökte förespegla - i Sverige fanns gott om rika malmstråk med bättre kommunikationsmöjligheter för att enkelt kunna föra produkterna till köparna. Ojamo järngruva visade sig också innehålla mindre och fattigare malm än vad man trott. Redan 1640 tvingades han låna pengar av Johan Axehielm, som gick in som delägare i bruksrörelsen. 1641 reste Billsten till Stockholm för att utverka stöd för bruket. Han vann stor framgång och fick sitt arrende av gruvan bekräftad, sex års skattefrihet för bruket och rätt att tillbyta sig de frälsehemman som hade vattenrätt i Karisån för att fritt kunna utnyttja vattnet där.
Med stora förhoppningar tog sig Billsten nu an att utveckla bruket. Det gick dock fortsatt dåligt och Axehielm lyckades avpressa honom stora skuldförbindelser som gjorde hans privata ekonomiska trygghet ytterst svag. En rättighet att på egna fartyg föra ut järnet till försäljning i Reval och föra med sig salt som sedan såldes med förtjänst gav viss ekonomisk kompensation, men ådrog sig starkt missnöje från borgarna i Ekenäs. Redan 1648 lät han bygga upp en ny masugn med hammare vid Fagerviks bruk i Ingå socken närmare kusten, och sedan han fått tillstånd att hämta järnmalm från Sverige fick masugnen i Billnäs förfalla. 1653 lät han flytta över en av hamrarna och två härdar därifrån till Fagerviks bruk och några år senare nedlades driften helt. Trots minskad produktion umgicks Billsten så sent som 1671 med planer på utbyggnader vid Fagervik. Någon lönsamhet lyckades han dock aldrig få till och bruket nedlades slutligen efter hans son Carl Billsten den yngres död 1692.